# コーディング領域
遺伝子のコーディング領域はタンパク質に翻訳される領域を指す。構造遺伝子とほぼ同義であるが、コーディング領域はタンパク質が翻訳（コード）される領域という意味に重きを置いた概念であるのに対し、構造遺伝子はタンパク質やRNAの構造の設計図となり発現調節を受ける遺伝子という意味に重きを置いた概念である。コーディング領域の対義語はノンコーディングDNAであるのに対し、構造遺伝子の対義語は制御遺伝子である。なお、コーディング領域はコード領域やコーディングDNAとも呼ばれる。
コーディング領域は成熟mRNA の5' 非翻訳領域（five prime untranslated region：5' UTR）と3' 非翻訳領域（three prime untranslated region：3' UTR）の間にある開始コドンと終止コドンに挟まれたタンパク質に翻訳されるmRNA あるいはその鋳型となるDNA の領域を指す。